# Non-Vessel-Operating Common Carrier

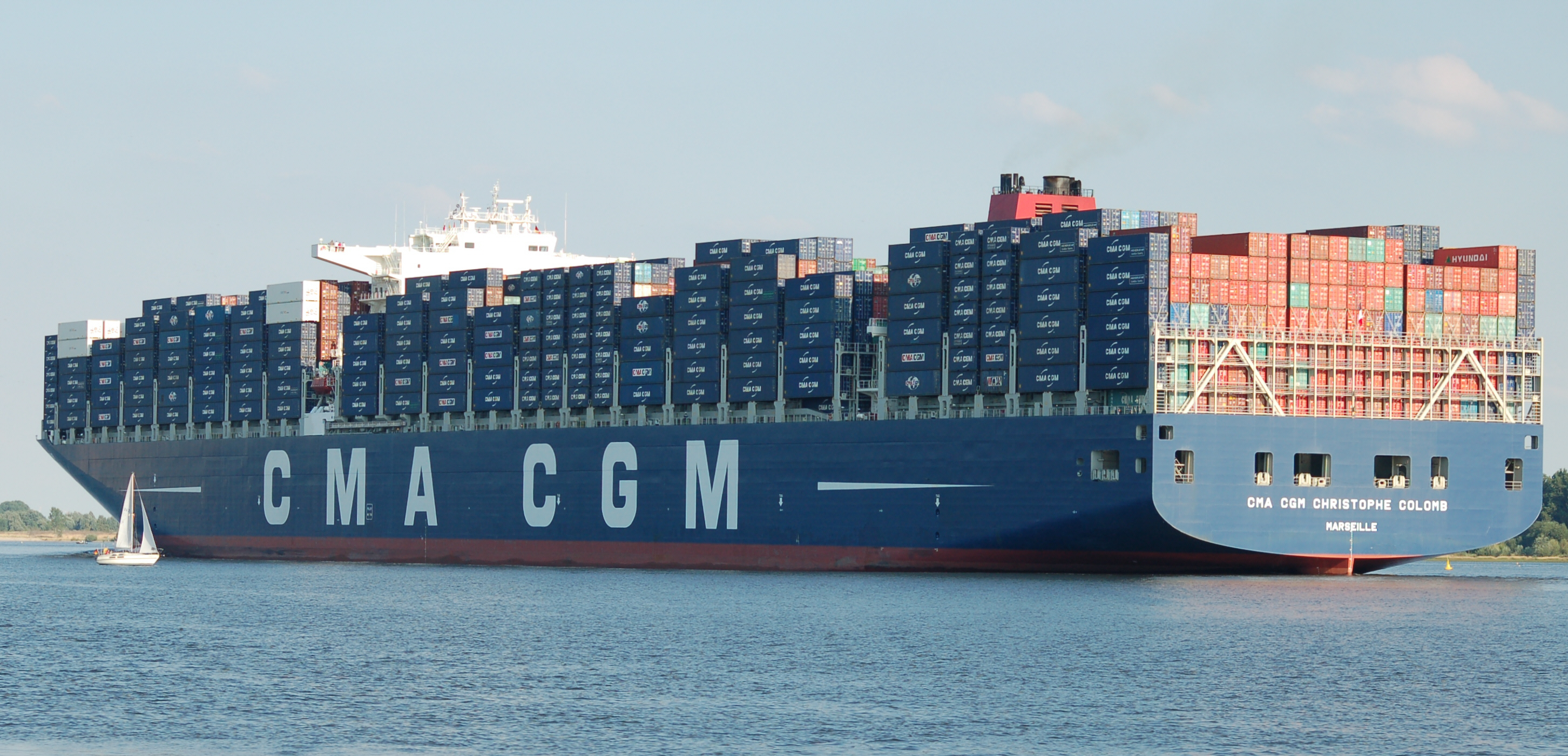
Photo d'un porte-conteneurs. Moyen courant de transport de marchandises par les NVOCC.

Non-Vessel-Operating Common Carrier ou NVOCC est un terme désignant une société achetant une capacité de transport maritime, généralement des conteneurs maritimes auprès d'une compagnie maritime qu’il revend ensuite à ses clients sous sa propre responsabilité, le contrat de transport est matérialisé par un connaissement maritime maison.
Il groupe les marchandises de plusieurs expéditeurs dans un conteneur pour une destination et les dégroupe à l'arrivée.
Il existe de nombreux NVOCC en France tels que Confreight et Ecu Line qui ont la particularité d'être des NVOCC purs ; le commissionnaire de transport exerce également cette activité, par exemple DHL sous le nom de Danmar, Kuehne + Nagel sous le nom de Blue Anchor line, Bolloré Transport et Logistics sous le nom de Trans Service Line.